# Sankt Laurentius vor den Mauern

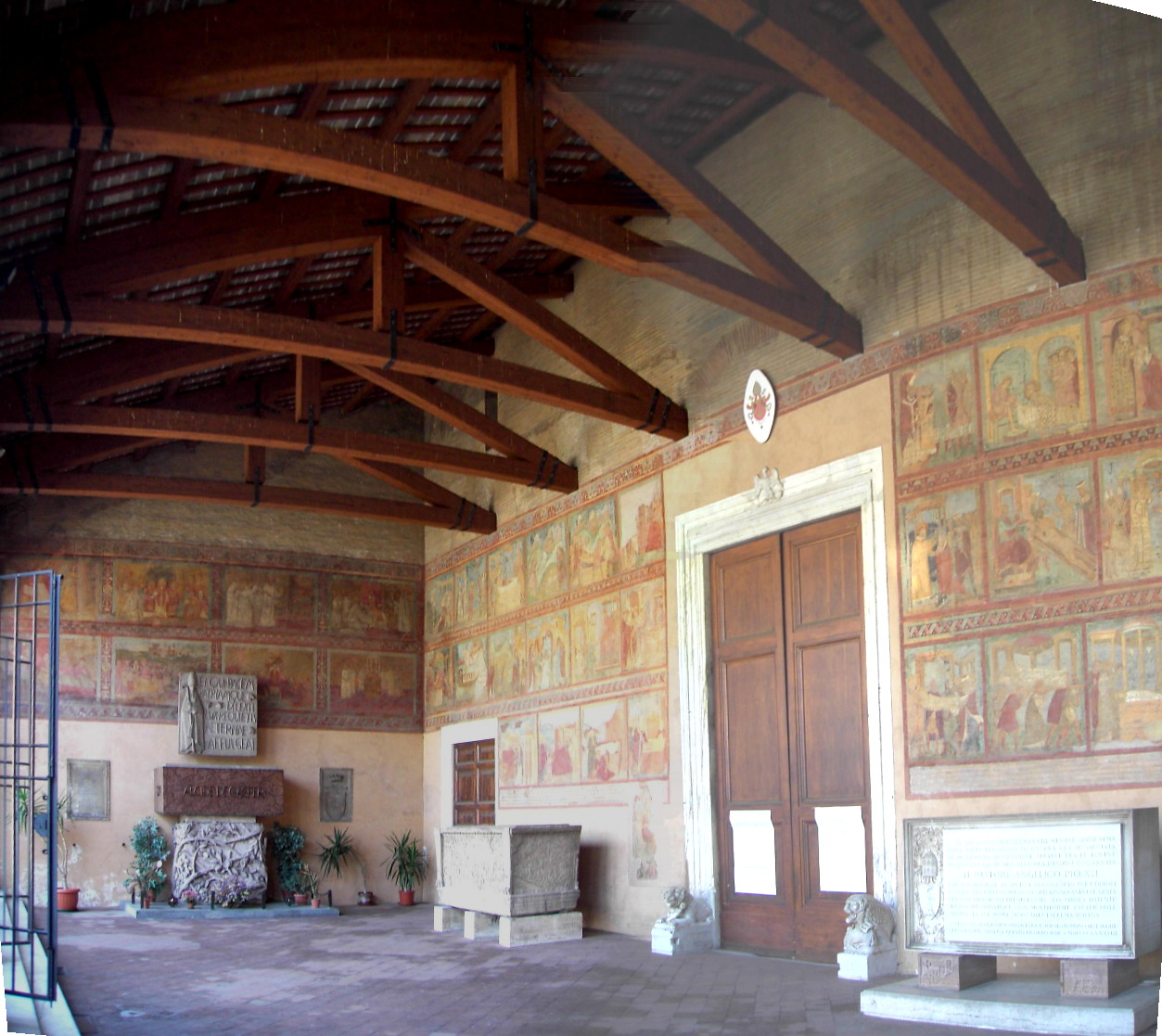
Vorhalle

Sankt Laurentius vor den Mauern (lateinisch basilica Sancti Laurentii extra muros, italienisch San Lorenzo fuori le mura, auch San Lorenzo al Verano, auch genannt die altehrwürdige Basilika) ist eine Kirche in Rom. Sie ist päpstliche Basilika minor und zählt zu den sieben Pilgerkirchen Roms. Sie ist dem Patronat des heiligen Laurentius anvertraut. Ferner ist sie die Stationskirche des 3. Fastensonntags. 

## Geschichte
Mit dem Konzil von Chalkedon, 451, wurde die Kirche zur Patriarchalbasilika für das Patriarchat Jerusalem erhoben und somit die Kirche des Jerusalemer Patriarchen, wenn dieser in Rom am Heiligen Stuhl weilte. Die Basilika wurde damit zu einer der Hauptkirchen der Christenheit.
Das Patriarchat von Jerusalem selbst, das schon in den folgenden Jahrhunderten durch Schismen und Gegenpatriarchate weitgehend abhandenkam und mehrfach von der orthodoxen Kirche beansprucht wurde, wurde aufgrund der Kreuzzüge im Heiligen Land 1099 durch das lateinische Königreich Jerusalem für Rom wiederhergestellt. 1302 verlor das Patriarchat von Jerusalem endgültig seinen Anspruch auf die Basilika. Fortan war sie nur mehr die Titelkirche Sankt Laurentius außerhalb der Mauern (San Lorenzo fuori le mura).
1889 hat der Papst das (Lateinische) Patriarchat von Jerusalem erneut errichtet und die Grabeskirche (Ss. Sepulchris) zur Titelkirche des lateinischen Patriarchen von Jerusalem erhoben. Damit war San Lorenzo, die eine der fünf alten römischen Patriarchalkirchen ist, keine Basilika maior, sondern nur noch Basilika minor von Rang. Die Kirche selbst erhielt den Titel als Basilika des Patriarchen des Westens. 2006 wurde der Titel „Patriarchalbasilika“ endgültig abgeschafft und in Päpstliche Basilika geändert. Als 500 Bomber der Alliierten am 19. Juli 1943 die Arbeiterviertel des Stadtteils San Lorenzo rund um die Kirche bombardierten, wurde ein Großteil der Kirche zerstört.

## Baugeschichte

### Die Basilica maior
Die Geschichte der ersten Bauten um das Grab des Heiligen Laurentius ist in der heutigen Forschung noch nicht ganz geklärt.
Der wahrscheinlich erste Bau, der beim Heiligtum des Märtyrers Laurentius errichtet wurde, war eine Umgangsbasilika. Die Datierung dieser als überdachter Friedhof gegründeten Anlage, in den Quellen als basilica maior bezeichnet, ist allerdings noch ungesichert und wird entweder in die konstantinische Zeit gelegt oder Papst Sixtus III. zugeschrieben. Ausgrabungen auf dem Friedhof rechts von San Lorenzo belegen, dass sie 30 m südlich der Kirche lag und eine Länge von 99 m und eine Breite von 35 m aufwies. Die Fassade befand sich auf der Ostseite, während sich im Westen die äußere Seite des Umgangs mit mehreren Eingängen zur Via Tiburtina hin öffnete. Da die Coemeterialbasilika unmittelbar über den Katakomben lag, war ihr gesamter Bodenbereich mit Gräbern bedeckt.
Diese Basilika, von der man bei den Grabungen nur noch wenige Überreste entdeckte, war gegen Ende des 12. Jahrhunderts vermutlich bereits verfallen, so dass ein Teil des Baumaterials möglicherweise von Honorius III. für den Bau der heutigen Kirche wiederverwendet wurde.
Eine Treppe führte vom Atrium aus in die Katakombe, so auch zu dem viel besuchten Heiligtum des Laurentius, der 258 unter Valerian hingerichtet worden war. Als Schutzpatron von Rom erfreute er sich großer Beliebtheit und seine Grabstätte entwickelte sich schon alsbald zu einem Kultzentrum das gleich hinter der Verehrung von Petrus und Paulus stand. Dem Liber Pontificalis zufolge soll die Krypta, die das Grab barg, schon von Kaiser Konstantin prächtig hergerichtet worden sein. Außerdem besteht die Vermutung, dass er mit Papst Sylvester auf dem Hügel oberhalb des Grabes noch eine kleine Kapelle errichten ließ, was der Umgangsbasilika den Namen Basilica maior einbrachte.

### Der Bau von Pelagius II.
Im 6. Jh. beschloss Pelagius II. den Bau einer Märtyrerkirche, da die Umgangsbasilika zunehmend bau - und liturgisch hinfällig wurde. Die Pilgerströme nahmen stetig zu, wobei die Gläubigen immer mehr den direkten Kontakt mit dem Märtyrergrab begehrten. Um diesem Wunsch zu entsprechen, wollte Pelagius ein sogenanntes „sacellum ad corpus“ direkt über den Gebeinen des hl. Laurentius errichten, da die Pilger zu dessen tief in den Katakomben liegenden Grabstätte nur über dunkle, gewundene Gänge und zahlreiche Treppen gelangten. Auch war der Tuffhügel über dem Laurentiusgrab durch Regenwasser undicht geworden und teilweise eingebrochen. Daher suchte der Papst nach einer neuen Lösung. Weil er das Presbyterium unmittelbar über der Laurentius-Grabstelle anlegen wollte, beschloss er, seinen Neubau direkt in den Katakombenhügel einzugraben.

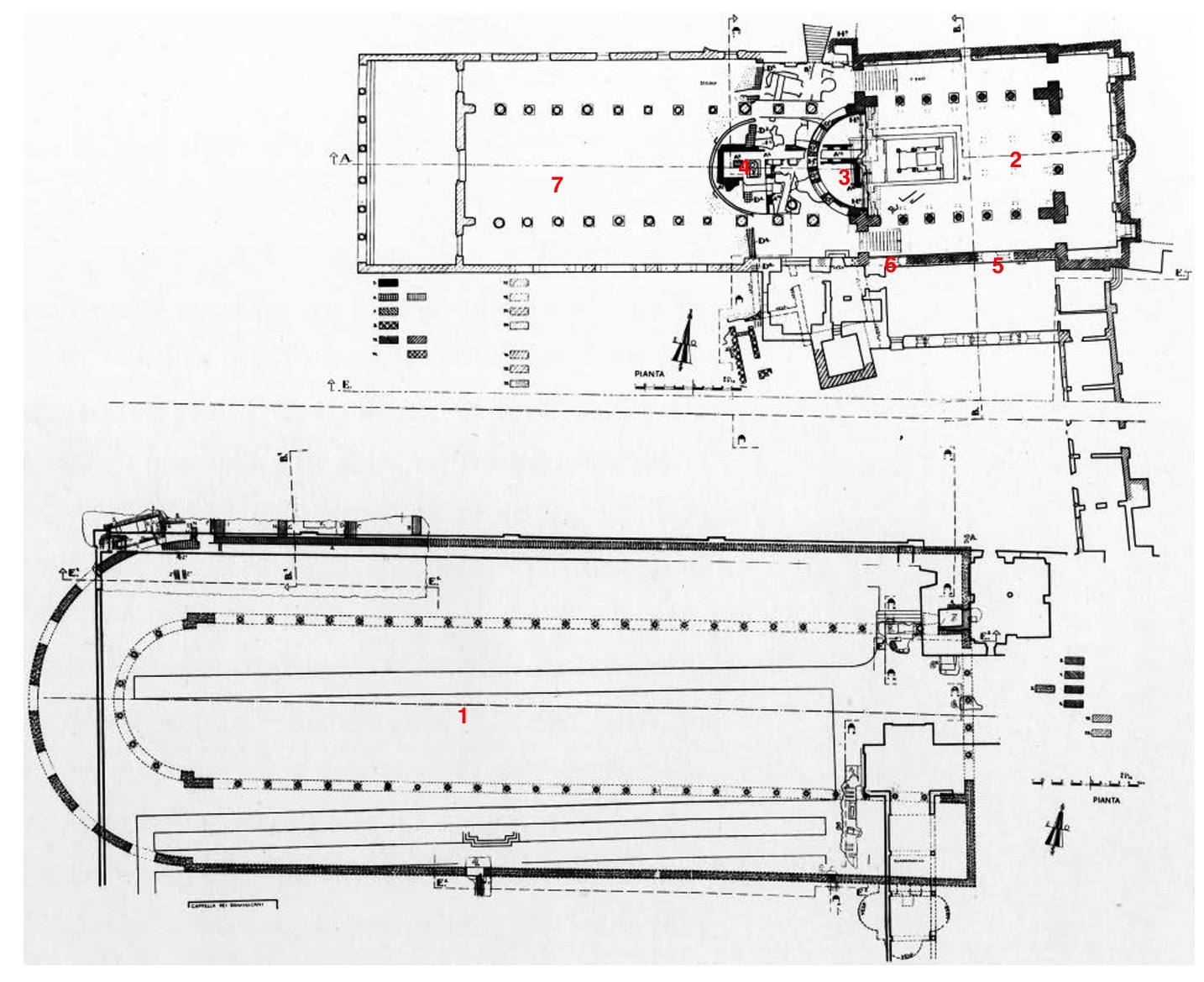
1) Umgangsbasilika 4. Jh., 2) Pelagiusbau 6.Jh., 3) einstige Westapsis, 4) Außenkrypta mit einstiger Laurentiusgrabstätte?, 5) Hauptportal 6) zweiter Eingang, 7) Honoriusbasilika

Dadurch entstand eine weitgehend in das Erdreich eingelassene Kirche. Da sie nur 30 m seitlich und parallel zur konstantinischen Umgangsbasilika lag, bezeichnete man sie als Basilica minor. Ihr Bau erforderte den Aushub gewaltiger Erdmassen, weshalb sich der Papst für eine Emporenbasilika entschied. Emporen hatte man bis dahin in Rom nicht für Sakralbauten, sondern allenfalls im 4. Jh. für profane Empfangshallen verwendet. In Byzanz hingegen, wo man häufiger auf Emporenkirchen traf, war man bereits wieder von diesem Typus abgekommen. Doch unter der byzantinischen Besatzung Roms griffen die Kirchenbaumeister die Emporen wieder auf, dies weniger aus sakralen, sondern vorwiegend aus funktionalen Gründen. Denn sie ermöglichten eine kurz bemessene, doch hohe Architektur, wodurch aufwendige Ausschachtungen reduziert und dennoch eine große Pilgerzahl aufgenommen werden konnte.

Der Bau von Pelagius ist heute noch mit Ausnahme seiner einst nach Westen hin ausgerichteten Apsis vollständig erhalten. Da der Hügel von Norden nach Süden hin stark abfiel, wurden von der dreischiffigen Emporenbasilika die West-/Ost- und Nordwand direkt gegen den abgetragenen Tuff gemauert. Doch zum Campo Verano, dem heutigen Friedhof, hin, gab es eine flachere Stelle, über die man die Kirche ebenerdig erreichen konnte. Deshalb legte man ihren Haupteingang ganz ungewöhnlich nicht axial zur Apsis, sondern seitlich beim südöstlichen Seitenschiff an. Spuren seines großzügigen, 4,40 m hohen Rundbogenportals wurden dort beim vierten Interkolumnium (von Westen) festgestellt. Ein zweites, etwas kleineres Portal öffnete sich am südwestlichen Ende beim ersten Interkolumnium.

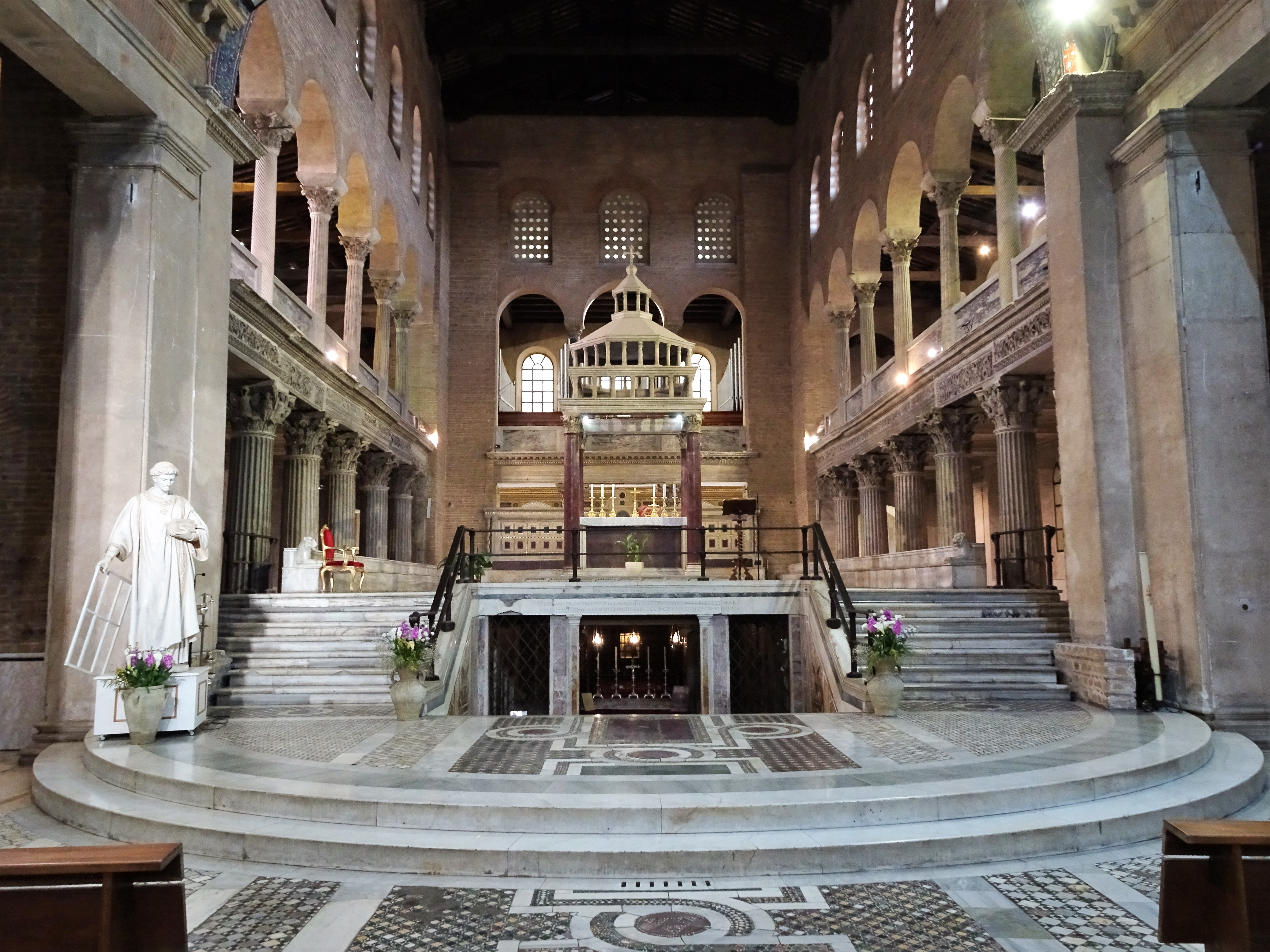
Durch zwei Stufen erhöhter Halbkreis vor der Krypta, der die Lage der einstigen Westapsis vom Pelagiusbau markiert.

Zwei weitere Eingänge nimmt Krautheimer bei den östlichen Enden der Süd- und Nordempore an, deren große Rundbogenöffnungen noch original sind. Denkbar wären zudem Eingänge vom Hügelkamm aus in die Ostempore, die erst nach Honorius’ III. verschlossen wurden, vermutlich weil das Erdreich des Hügels inzwischen angewachsen war.
Mit ihren fast 20 m Höhe besaß die Emporenbasilika einen außerordentlich hohen und steilen Raum. Man muss sie sich jedoch viel dunkler vorstellen, da sie ihr Licht nur vom Obergaden und auf Emporenhöhe vom südlichen Seitenschiff her empfing. Heute noch imponiert sie wegen ihrer kostbaren Spolien, den kannelierten Marmorsäulen, korinthischen Kapitellen und den reich verzierten Gebälkfragmenten.
Die Mauerreste der nach Westen orientierten Apsis vom Pelagiusbau kamen bei Ausgrabungen um 1950 zum Vorschein. Bei der anschließenden Restaurierung markierte man sie mit einem durch zwei Stufen erhöhten Halbkreis vor der Krypta.

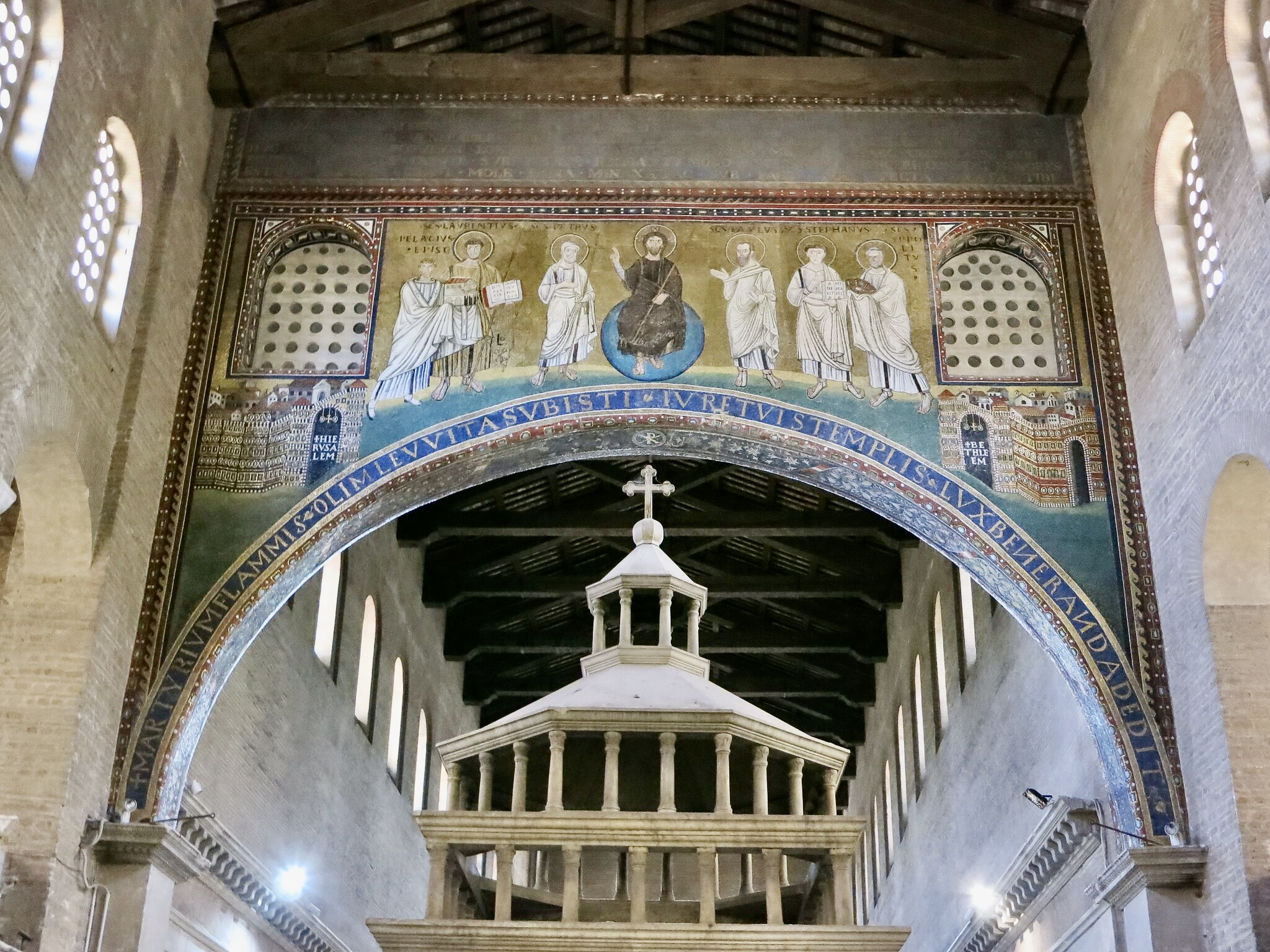
In der Mitte der Pantokrator, links von ihm Petrus, Laurentius und Pelagius II. mit seinem Kirchenmodell. In den Ecken Bethlehem und Jerusalem, darüber originale Transennen-Fenster.

Davor kann man im heutigen Hauptschiff außerdem zwischen den Ambonen ein rundes, florales Metallgitter erkennen. Dahinter verbirgt sich ein Schacht, den man anlässlich der Ausgrabungen gefunden hat. Er warf in der Forschung viele Fragen auf, da er zu einem weiteren, hinter der alten Apsis in den Felsen eingelassenen Raum gehörte, der von den Seitenschiffen der Pelagius-Basilika aus betreten werden konnte. Es gibt Vermutungen, dass diese Außenkrypta, die ursprüngliche Grablege des heiligen Laurentius gewesen sein könnte, weil zeitweilig noch eine funktionale Trennung zwischen dem liturgischen Altar und der Verehrung des 16 m davon entfernten Laurentiusgrabes bestanden haben könnte. Damit wären seine Gebeine erst später an die jetzige Stelle verlagert worden.
Aufschlussreich für den prächtigen Bau des Pelagius ist eine Inschrift aus dem ehemaligen Apsismosaik, die besagt, dass der Papst die Grabstätte des Heiligen von der Dunkelheit und Enge der Katakombe befreit habe, welche einzustürzen drohte, und daher das Volk nun in einer breiteren Halle empfangen könne. Die außergewöhnliche Pracht, mit der die Kirche heute noch ihre Besucher beeindruckt, ist sicherlich der ausschlaggebende Grund, weshalb sie über all die Jahrhunderte hinweg erhalten blieb.

### Laurentiopolis

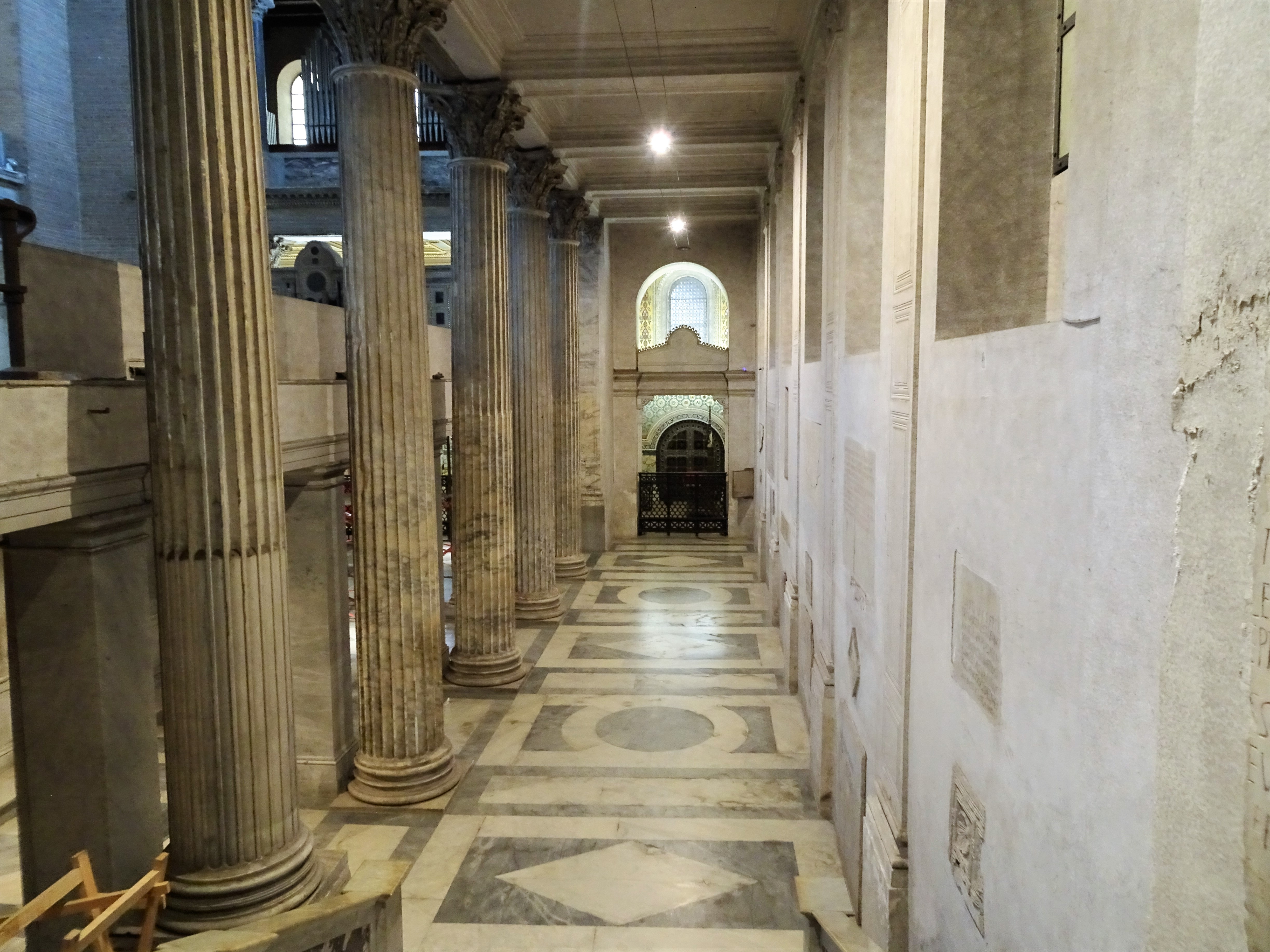
Seitenschiff vom Pelagiusbau des 6. Jhs. neben erhöhtem Chor des 13. Jhs.

Die Basilica maior war im 12. Jh. vermutlich schon völlig zerfallen, die Basilica minor hingegen erfreute sich weiterhin eines großen Zulaufes und dementsprechend auch einer regen Bautätigkeit. Im Laufe der Zeit hatten sich neben der Kirche verschiedene Klostergemeinschaften angesiedelt, die Leo IV. dann im 9. Jh. vereinte. Ende des 12. Jh. erweiterte Clemens III. die Anlage um einen doppelstöckigen Kreuzgang. Seine Nachfolger Coelestin III. und Innozenz III. ordneten als Schutz bei städtischen Unruhen oder feindlichen Invasionen außerdem den Bau einer Befestigung an. Bekannt als Laurentiopolis sollte sie die Mönche, Pilger und wertvollen Reliquien vor Übergriffen bewahren.

### Die Erweiterung unter Honorius III.

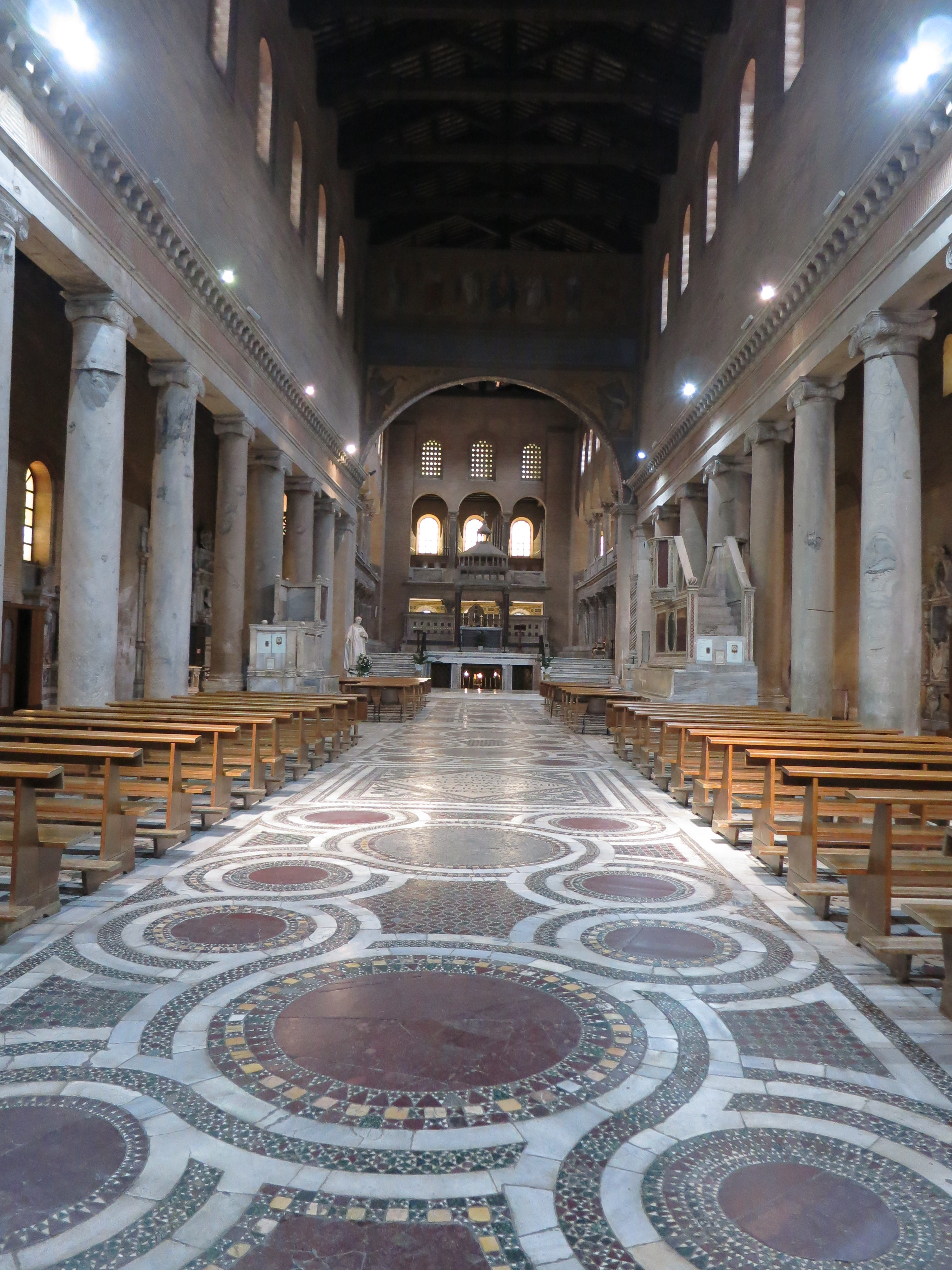
Erweiterungsbau von Honorius III. Im Hintergrund die zum erhöhten Chor umgewandelte Emporenbasilika von Pelagius II.

Als die Basilika des Pelagius II.für die Pilgerströme allmählich nicht mehr ausreichte, wurde unter Papst Honorius III. zwischen 1216 und 1227 eine neue Basilika errichtet, die weitgehend dem heute sichtbaren Gebäude entspricht.
Der Papst ließ dabei die Basilika aus dem 6. Jahrhundert fast gänzlich bestehen und entfernte einzig ihre nach Westen ausgerichtete Apsis. Deren Triumphbogen blieb jedoch erhalten. Auf seiner Ostseite ist heute noch das ursprüngliche Mosaik zu sehen, das Christus als Weltenherrscher sowie zu seiner Linken die Heiligen Petrus, Laurentius und Papst Pelagius ll. mit seinem Kirchenmodell zeigt. In den Ecken findet man Bethlehem und Jerusalem dargestellt, darüber sind zwei Transennen-Fenster zu erkennen, die sich heute zum Kirchenschiff, davor aber zum Hügelkamm hin geöffnet hatten.
Honorius ließ das Hügelland auf der Westseite vor dem ehemaligen Chor bis auf das Niveau des Campo Verano und der Via Tiburtina einebnen und erweiterte darauf den Pelagiusbau durch drei Kirchenschiffe. Da die Emporenbasilika bisher gewestet war, wandelte er sie nun zum Chor seines neuen Gebäudes um. Dabei ließ er über dem Grab des Laurentius einen 1,60 m hohen Boden mit kostbarem Kosmatenfussboden einziehen und platzierte darauf das Ziborium, das 1148 für das Märtyrergrab geschaffen worden war. Zwei seitliche Treppen führen von dem leicht nach Norden abgewinkelten Hauptschiff auf den neuen, von den prächtigen Spoliensäulen flankierten Chor hoch. Darunter bietet sich dem Besucher die Confessio mit dem Grab des hl. Laurentius als offene Krypta dar. Die Seitenschiffe wurden ebenfalls aufgeschüttet, um sie als Chorumgang zu nutzen. Gleichzeitig entfernte man wahrscheinlich auch den Boden der Emporen, die von da an unzugänglich blieben.
Der neuen Fassade im Westen wurde eine monumentale Vorhalle vorgesetzt.

### Heutiger Zustand
Das heutige Erscheinungsbild der Basilika ist größtenteils das Ergebnis der Restaurierungsarbeiten, die Mitte des 19. Jahrhunderts von Virginio Vespignani durchgeführt wurden. Um die Basilika von Feuchtigkeit zu befreien, trug er das Gelände rund um die Kirche ab. Ihre nun freie Nord- und Ostwand sowie die Emporen der Pelagius-Kirche versah er mit großen Fenstern.
Die Arbeiten von Vespignani erfolgten unter der Schirmherrschaft von Papst Pius IX., der nach seinem Tod im Narthex der Basilika bestattet werden wollte. Die prächtige Dekoration im neobyzantinischen Stil wurde von dem Architekten Raffaele Cattaneo entworfen, während die malerische Ausgestaltung auf den Schweizer Maler Ludwig Stein zurückgeht.
1943 beschädigte ein Bombenangriff das Dach des Mittelschiffs, Teile des Fußbodens sowie den Portikus. Die von 1944 bis 1948 andauernden Restaurierungsarbeiten ermöglichten neben archäologischen Untersuchungen die Wiederherstellung der mittelalterlichen Baustruktur, jedoch nicht die Wiedergewinnung der ursprünglichen Dekorationen.

## Ausstattung

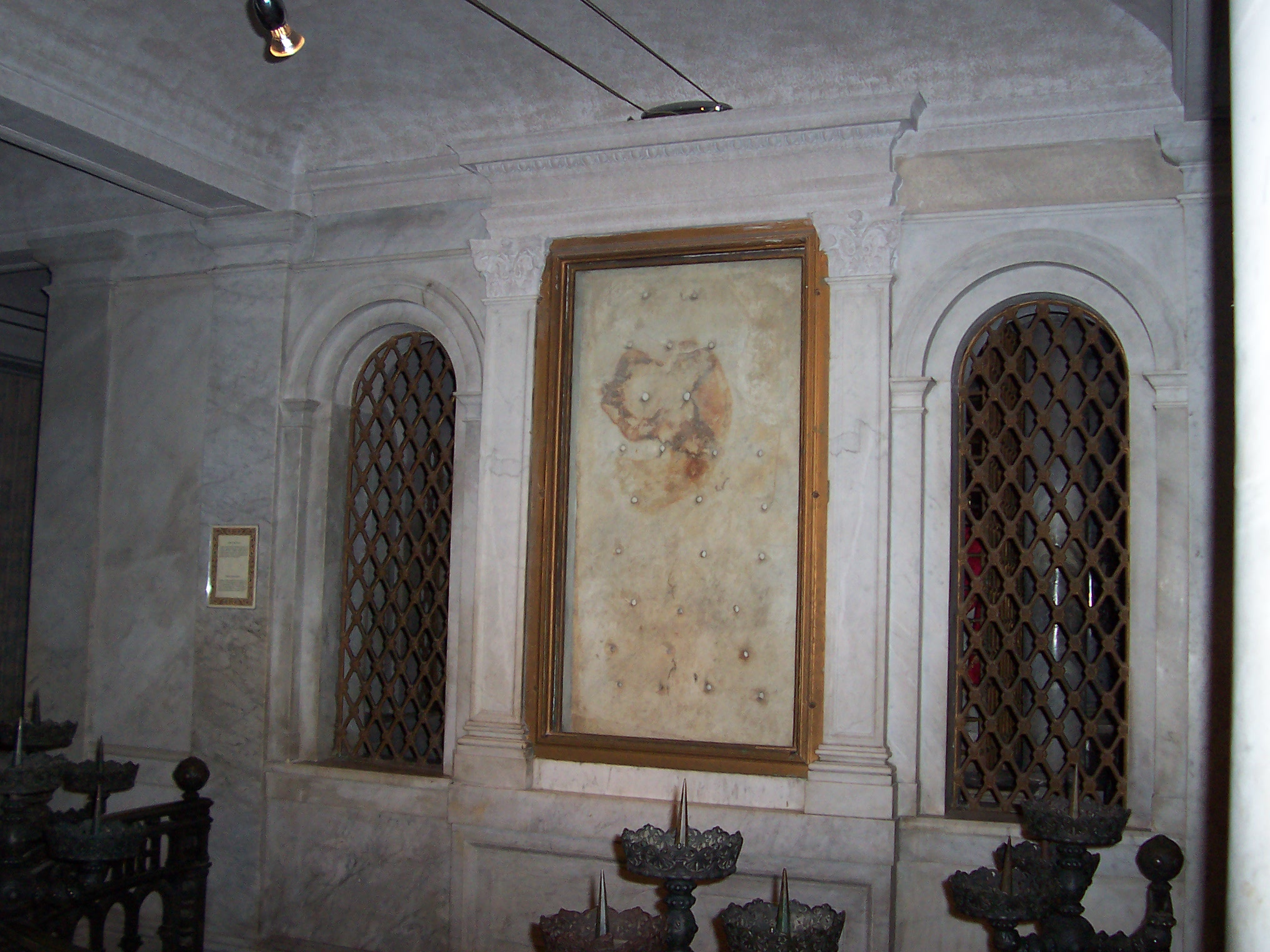
Steinplatte des hl. Laurentius

Unter einem Baldachin befindet sich der Altar mit einem Schrein, der die Reliquien der Heiligen Laurentius und Stephanus enthält. Dahinter befinden sich der Sarkophag des Papstes Pius IX. und Reliquien aller, die unter seinem Pontifikat selig- oder heiliggesprochen wurden.
Der Chorbereich ist in der Art der Kosmaten gestaltet.

## Orgel
Die Orgel wurde 1958 von den Orgelbauern Fratelli Ruffatti aus Padua erbaut.
Das Instrument hat 35 Register auf zwei Manualen und Pedal. Die Trakturen sind elektrisch.
| I Grand'Organo C-c4 |       |
| Principale          | 16′   |
| Principale I        | 8′    |
| Principale I        | 8′    |
| Flauto              | 8′    |
| Dulciana            | 8′    |
| Unda Maris          | 8′    |
| Flauto a Cuspide    | 4′    |
| Ottava              | 4′    |
| Duodecima           | 2 ⁄3′ |
| Decimaquinta        | 2′    |
| XIX                 | 1 ⁄3′ |
| Ripieno VI          |       |
| Tromba              | 8′    |
| Campane             |       |

| II Espressivo C-c4 |        |
| Principale Conico  | 8′     |
| Bordone            | 8′     |
| Gamba              | 8′     |
| Flauto a Camino    | 4′     |
| Principalino       | 4′     |
| Nazardo            | 2 ⁄3′  |
| Silvestre          | 2′     |
| Decimino           | 1 3⁄5′ |
| Ripieno III        |        |
| Cornetto           |        |
| Coro Viole III     | 8′     |
| Oboe               | 8′     |
| Campane            |        |
| Tremolo            |        |

| Pedale C-g1  |     |
| Contrabbasso | 16′ |
| Subbasso     | 16′ |
| Basso        | 8′  |
| Bordone      | 8′  |
| Dulciana     | 8′  |
| Violoncello  | 8′  |
| Posaune      | 16′ |
| Campane      |     |

## Umgebung

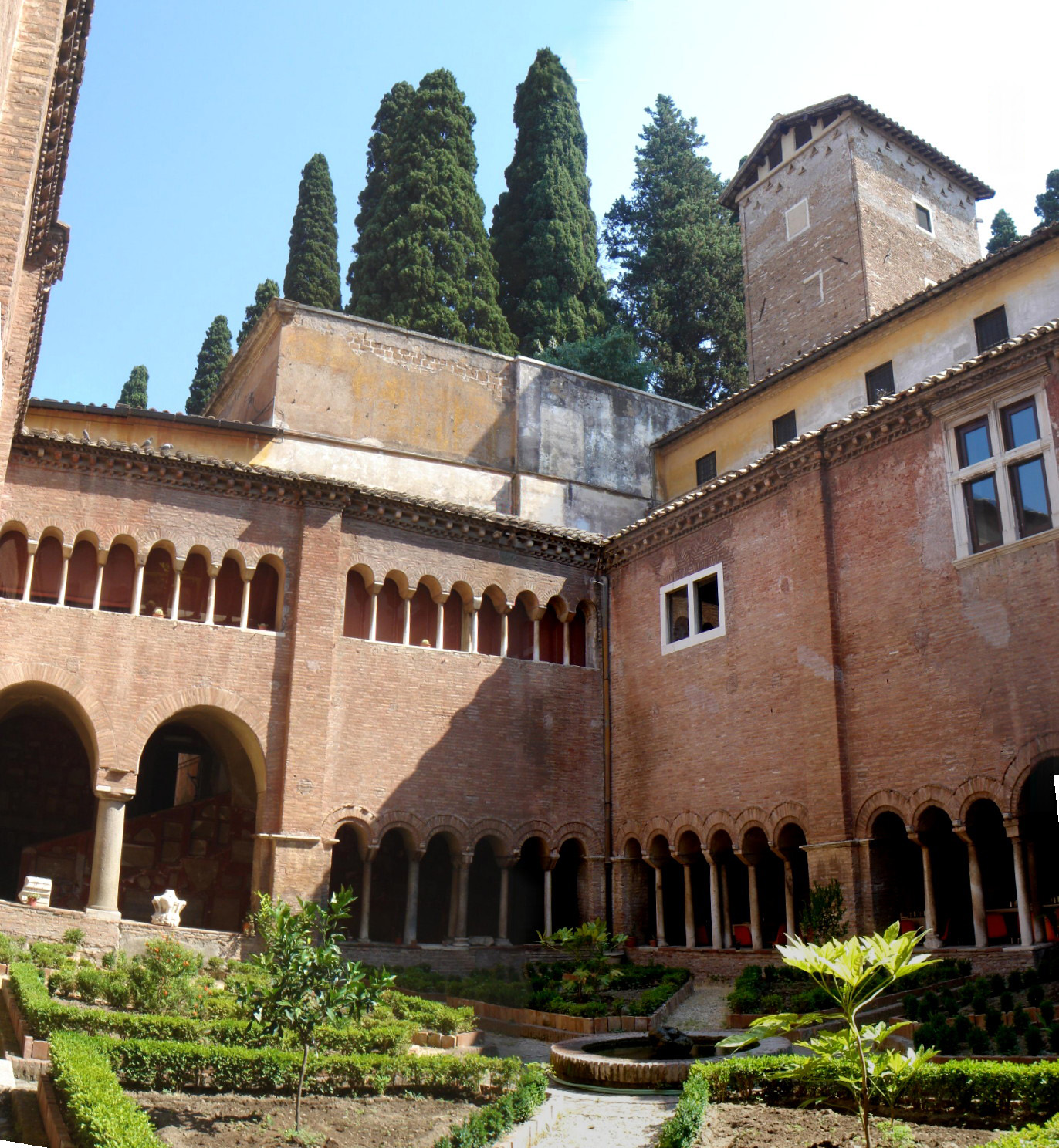
Kreuzgang

Sankt Laurentius ist die bekannteste „Begräbniskirche“ der Stadt, da sich an ihr Gebäude der große Friedhof Campo Verano anschließt. Hinter der Kirche befindet sich ein romanischer Kreuzgang.